# ريكاردو مارش
ريكاردو مارش (بالإنجليزية: Ricardo Marsh)‏ مواليد 12 سبتمبر 1981 في ميباني، هو لاعب كرة سلة أمريكي. بدأ مسيرته الاحترافية في سنة 2003. يبلغ طوله 6 قدم 8 بوصة (2.0 م).

## المسيرة الاحترافية
لعب مع تويوتا ألفارك طوكيو في موسم 2004–2005، ثم لعب مع تورك تيليكوم في الدوري التركي في موسم 2005–2006، ثم لعب مع إيه إس كي ريغا في سنة 2008، ثم لعب مع نادي سيدفيتا لكرة السلة في سنة 2010.

## روابط خارجية
- ريكاردو مارش على موقع كرة السلة الأوروبية.كوم (الإنجليزية)
- ريكاردو مارش على موقع كلية كرة السلة في سبورتس رفرنس.كوم (الإنجليزية)
- ريكاردو مارش على موقع ريلجم (الإنجليزية)
- ريكاردو مارش على موقع بروبوليرز (الإنجليزية)